# River Plaza Mall
River Plaza Mall este un centru comercial în Râmnicu Vâlcea, deschis în anul 2006, cu o suprafață închiriabilă de 12.358 și este deținut  compania portugheză Sonae Sierra. 
Acesta conține un supermarket Carrefour Market, magazine (Pepco, Takko, Musse, Benvenuti, CCC , Jolidon, Tezyo, Intersport, Adidas și altele), o cafenea, o librărie Alexandria, un magazin cu jucării Noriel, două magazine de electronice: Altex și Flanco, 2 parcări, una situată la suprafață și alta subterană. La etajul 3 se găsesc restaurante de tip fast-food ca KFC, McDonald's, Spartan, Springtime, o cofetărie, o gelaterie, un cinema (Line Cinema), trei spații de joacă, și un salon de înfrumusțare, iar la etajul patru se află un cazino Maxbet. Pe acoperișul centrului comercial se află un patinoar, funcționabil doar iarna, restul anului fiind folosit drept restaurant și o discotecă.